# اوسپدالتو لودیجیانو
اوسپدالتو لودیجیانو (به ایتالیایی: Ospedaletto Lodigiano) یک کومونه در ایتالیا است که در استان لودی واقع شده‌است. اوسپدالتو لودیجیانو ۸٫۵ کیلومتر مربع مساحت و ۱٬۶۹۴ نفر جمعیت دارد.